# Narratore
Un narratore è colui che racconta, narra, gli avvenimenti di un certo fatto.
Secondo gli studi di narratologia, una delle funzioni importanti in un libro di narrativa (romanzo o racconto) è il narratore, che non deve essere confuso con la persona reale dell'autore, il quale affida al narratore il compito di raccontare la vicenda.
In campo cinematografico e televisivo e per i videogiochi si usa anche l'espressione voce narrante per indicare la figura che descrive parti della storia per cui non sono presenti scene girate da attori, come ad esempio gli antefatti delle vicende di un film.

## Il narratore nelle opere letterarie
Il narratore di un testo può essere di tipo:
- onnisciente, conosce alla perfezione situazioni del presente, passato e futuro, conosce la psicologia dei personaggi, ciò che pensano, come agiscono, perché agiscono.
- nascosto, è colui che racconta in terza persona le situazioni narrate, ed evita di associare a quest'ultime, pareri personali o interpretazioni.
- esterno alla storia, ("eterodiegetico") non è coinvolto nella trama e si limita a raccontarla. Generalmente i narratori esterni alla storia sono onniscienti (la narrazione avviene in terza persona);
- interno alla storia, ("omodiegetico" o "autodiegetico") è un personaggio (il protagonista o un personaggio secondario). Di solito i narratori interni alla storia non sono onniscienti (la narrazione avviene in prima o in terza persona). Un esempio in prima persona, tratto da Un caso imbarazzante di Edgar Allan Poe: "Era un quieto e tranquillo pomeriggio quando io me ne andavo passeggiando per l'ampia città di Edina".
- inaffidabile – il narratore la cui credibilità è stata seriamente compromessa; i narratori inaffidabili sono solitamente narratori in prima persona.

All'interno di uno stesso testo narrativo il narratore può adottare diversi punti di vista e, in tal caso, si parla di focalizzazioni dogmatiche:
- focalizzazione zero: si ha unicamente quando il narratore è esterno, eterodiegetico e onnisciente; in tal caso lo spettatore è messo nelle condizioni di dominare tutta la narrazione, essendo informato di tutto da un narratore onnisciente che penetra nei pensieri dei personaggi e si trova in più posti diversi contemporaneamente;
- focalizzazione interna: quando il narratore adotta un punto di vista interno, cioè simile a quello che può avere un personaggio che conosce solo determinate vicende e non tutti i pensieri dei suoi coprotagonisti;
- focalizzazione esterna: quando il narratore adotta un punto di vista esterno e ne sa meno dei personaggi stessi riguardo a una determinata vicenda; un esempio tipico è il romanzo poliziesco e, più in generale, quegli stili in cui deve prevalere la suspense del pubblico.

Se il narratore rielabora quanto gli è stato detto da un altro personaggio, si parla di:
- narratore di primo grado, cioè colui che comunica direttamente con il lettore, gli eventi o i fatti narrati dal narratore di secondo grado;
- narratore di secondo grado, cioè la persona la quale ha narrato gli eventi al narratore di primo grado;
- allo stesso modo possono esistere narratori di terzo, quarto, ... grado.

Per esempio, nei I promessi sposi, il narratore di primo grado afferma di aver trovato un manoscritto di un anonimo, il quale è il narratore di secondo grado.
La controparte del narratore è il narratario, ovvero colui che riceve il racconto del narratore; è il personaggio che compare nel testo come eventuale destinatario di ciò che il narratore enuncia. Un lettore, ma non quello reale (che ha letto o leggerà l'opera) bensì uno implicito, quello a cui l'autore si riferisce (esempio: Manzoni - primo capitolo de I promessi sposi).

## Eterodiegesi e omodiegesi
Per diègesi si intende il contenuto di una qualsiasi narrazione.
Vi sono due possibilità fondamentali: il narratore è interno alla vicenda narrata, ne è partecipe o almeno testimone. In questo caso si parla di narratore omodiegetico (è il caso di Alla ricerca del tempo perduto). Se invece il narratore si colloca al di fuori della storia narrata, si parla di narratore eterodiegetico.
Il narratore omodiegetico, a sua volta, può essere autodiegetico, quando riporta fatti inerenti a sé stesso (definito anche io narrante), oppure allodiegetico, quando racconta fatti relativi ad altri personaggi.
Questo tipo di differenziazione si applica anche alla funzione della musica nel cinema e nel teatro. In questo caso la musica intradiegetica è quella che costituisce parte della vicenda, e che in quanto tale viene udita anche dai personaggi, mentre quella extradiegetica ha funzione di commento o di sottolineatura sonora ed implica di conseguenza la presenza di un narratore.

## Esempi
- Dante, nella Divina Commedia, è un esempio di narratore autodiegetico, dalla focalizzazione interna.
- L'Anonimo di Manzoni nel romanzo I Promessi Sposi è un narratore eterodiegetico onnisciente a focalizzazione zero.
- Nel romanzo Il Nome della Rosa di Umberto Eco, il narratore Adso de Melk è omodiegetico ed onnisciente, in quanto lui stesso narra da vecchio le vicende avvenute durante la sua giovinezza (ma il protagonista è Guglielmo da Baskerville e per questo non è autodiegetico) e dunque conosce già lo svolgimento di esse. La focalizzazione è interna.
- Nei libri di Harry Potter il narratore è eterodiegetico con focalizzazione interna (nel protagonista). Le vicende sono narrate in terza persona. Tuttavia, non mancano alcuni capitoli nel corso dei sette libri in cui il narratore racconta vicende al di fuori del punto di vista del protagonista Harry. I casi di questo tipo sono chiamati focalizzazioni interne variabili.[1]